# Ringkrage

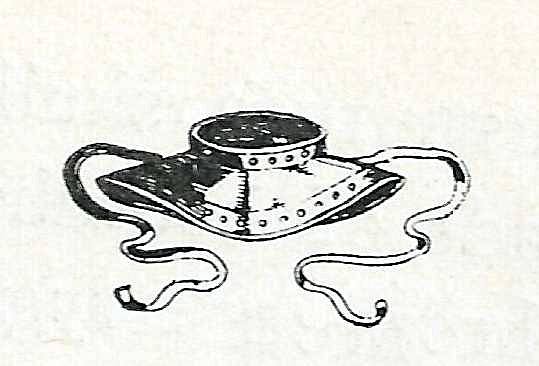
Ringkrage för riddarrustning på 1500- 1600-talet

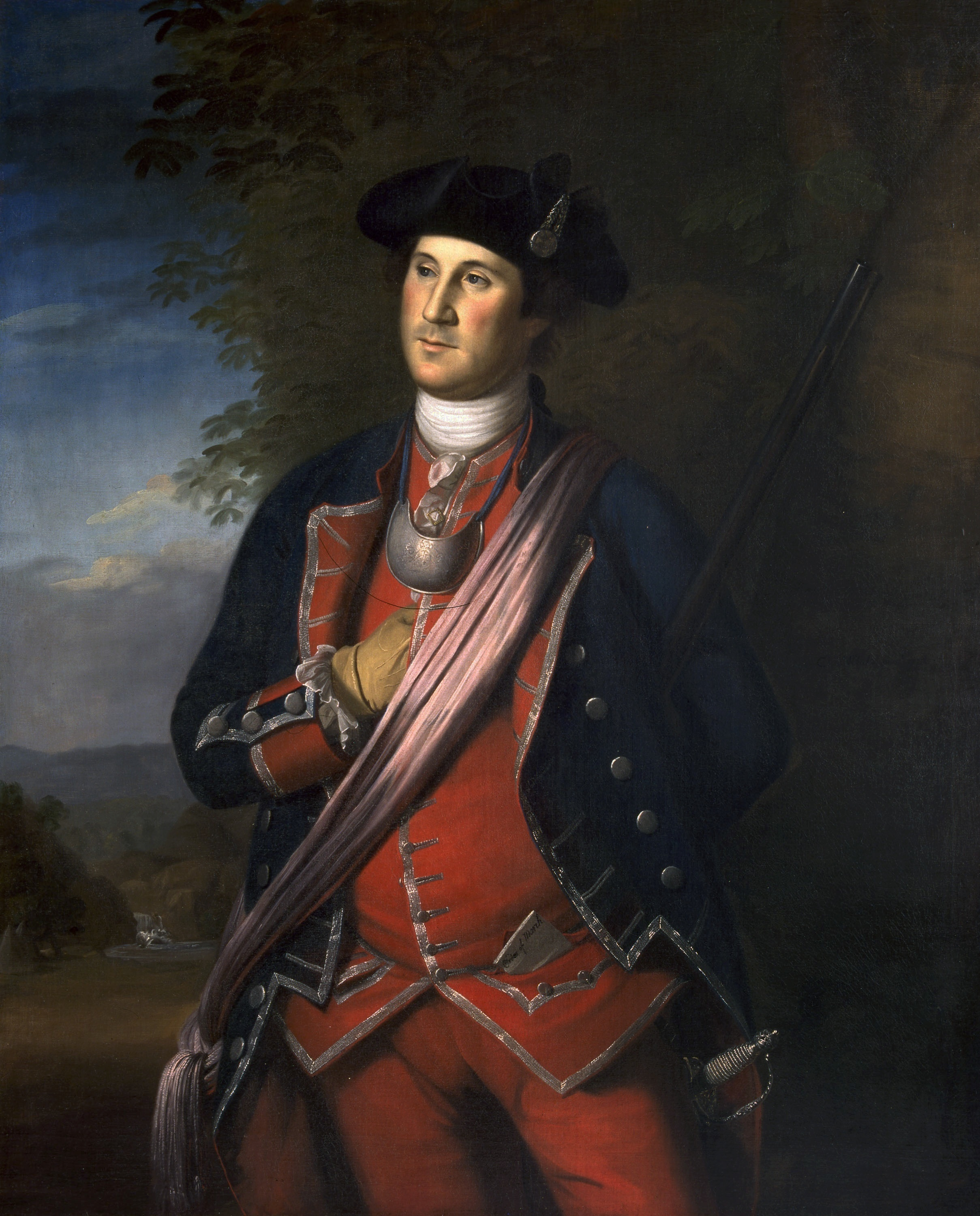
George Washington i Virginiaregementets uniform med ringkrage.

Ringkrage, pansarkrage eller harneskkrage är olika begrepp för halsskydd av pansar, särskilt från senmedeltiden (yngre fornsvenska: panzarakraghi) där sådana hörde till riddarens plåtrustning och satt undertill bröstplåten. Ringkragen kunde vara dekorerad och blev således sedermera ett officerskännetecken i många länders arméer. Idag är den framförallt ett tjänstetecken för vissa befälsfunktioner.

## Historia
Ringkragen var ursprungligen en del av riddarens rustning för skydd av halsen. Ringkragen var en krage av stålplåt, som gick runt omkring halsen och över axlarna. Sådana kragar användes fortfarande när riddarrustningarna försvunnit och bars då utanpå kyrassen. 
Ringkragen övergick under 1600- och 1700-talen vanligen till att fungera som kännetecken för officerare i tjänsten och var då en halvmånformig, flat eller kupig, metallskiva som var prydd med vapen och som bars på bröstet med ett band runt nacken. Senare övergick ringkragen till att användas som vaktbricka eller dagbricka, det vill säga som tjänstetecken för vakthavande befäl och dagbefäl, och bars då ofta i en kedja.

## Sverige
Ringkragen fick under Karl XI i huvudsak samma form som den dagbricka som finns i dag. Den var fram till 1792 ett befäls- eller gradbeteckning och utformades på olika sätt allt efter de olika graderna. 
I början av stora nordiska kriget skulle alla officerare ha kragar av vilka översten av silver och helt förgylld med K.M:ts namn och Kungl. Krona och andra sirater emaljerade, varigenom hans ringkrage skiljer sig från Överstelöjtnantens och Majorens, vilkas ringkragar också är av silver helt förgyllda m. K.M:ts av en krona betäckta namn mellan palmkvistar emaljerade bägge av samma fason. Kaptenernas också av silver helt förgyllda men blott K.M:ts namn och Kungl. Krona och andra sirater emaljerade, varigenom deras ringkragar skiljer sig från Överstelöjtnantens och Majorens, vilkas ringkragar också är av silver helt förgyllda med K.M:ts av en krona betäckta namn mellan palmkvistar emaljerade bägge av samma fason. Kaptenens också av silver helt förgylld, men blott K.M:ts namn med krona av blå emalj. Löjtnanterna och Fänrikarna är av vitt polerat silver med förgyllt K.M:ts namn och krona av samma storlek och fason som kaptenernas.
År 1792 ersattes ringkragen som gradbeteckning av epåletterna. Den återinfördes dock redan 1799 (dagbricka m/1799) som tjänstetecken för de officerare som var kommenderade på vakt och detta gäller än i dag. Ringkragen kom då att benämnas dag- eller vaktbricka. För officerarna var den utformad till en försilvrad halvmånformig, flat eller kupig, metallskiva som var försedd med lilla riksvapnet i blå emalj under en förgylld kunglig krona. Underofficerarna bar en liknande bricka , men riksvapnet var endast förgyllt. Bandet som brickan bars i runt nacken var blått. Det fanns ytterligare ett slags bricka för bataljons- och kompanidagbefäl som i regel var försedd med kompani-, skvadron- eller batterinummer som ibland omgavs av tre kronor.

Tidig ringkrage från Karl XI:s tid för en överste.
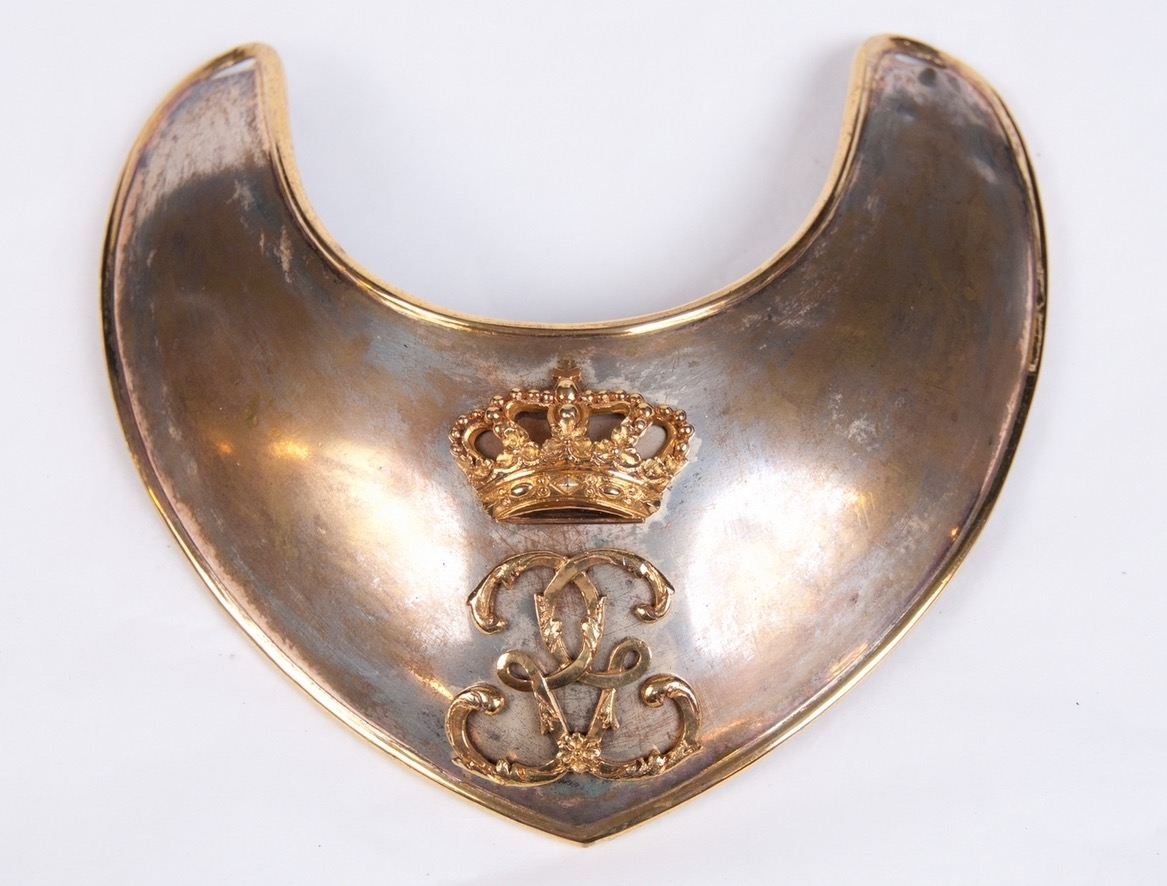
Ringkrage för en fänrik eller löjtnant med Gustaf III:s namnchiffer
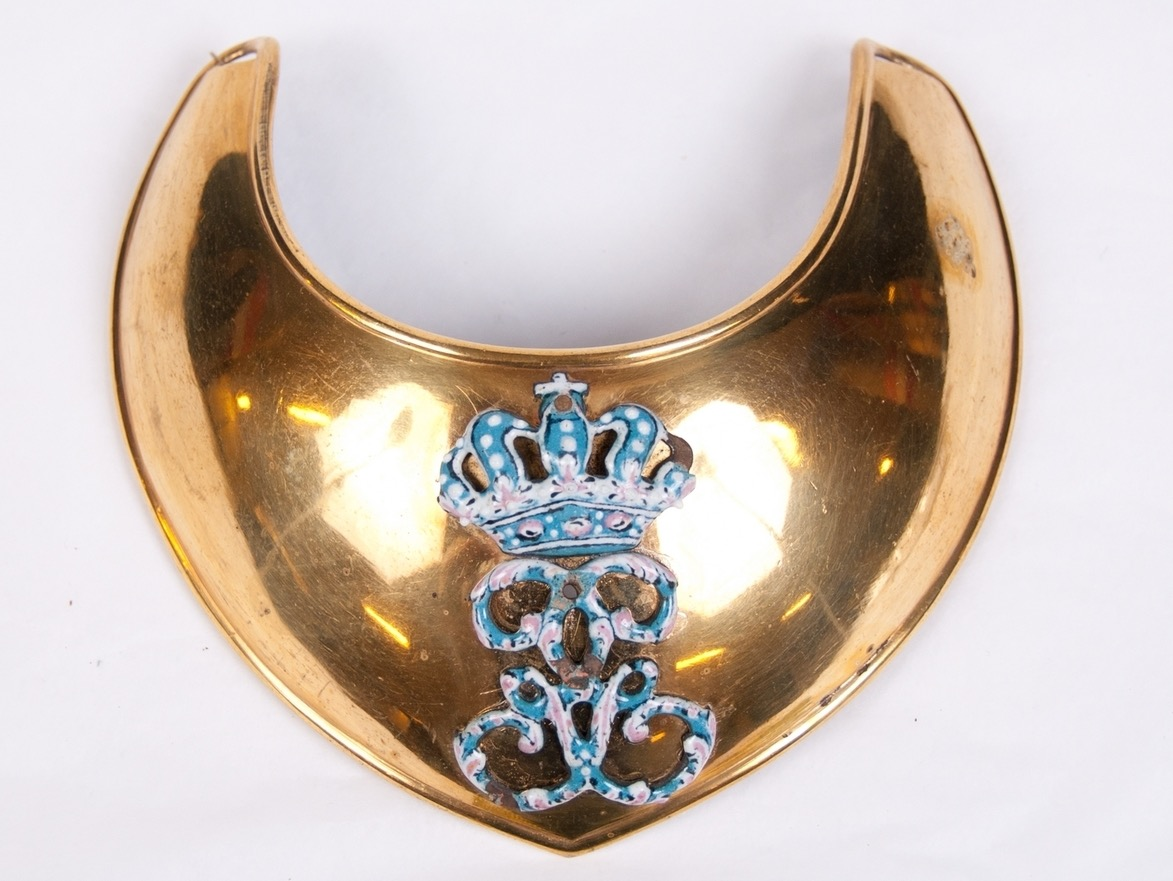
Ringkrage för en kapten med Gustaf III:s namnchiffer
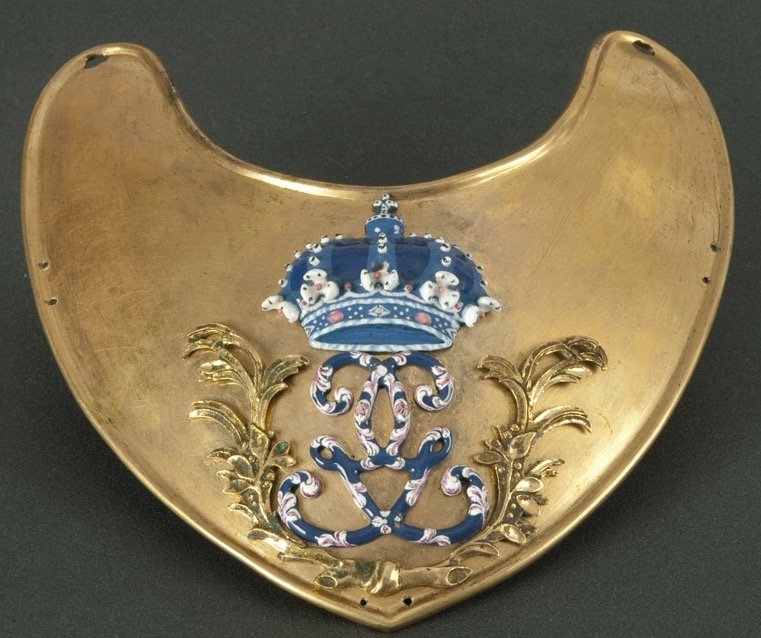
Ringkrage för en major, överstelöjtnant eller överste med Gustaf III:s namnchiffer
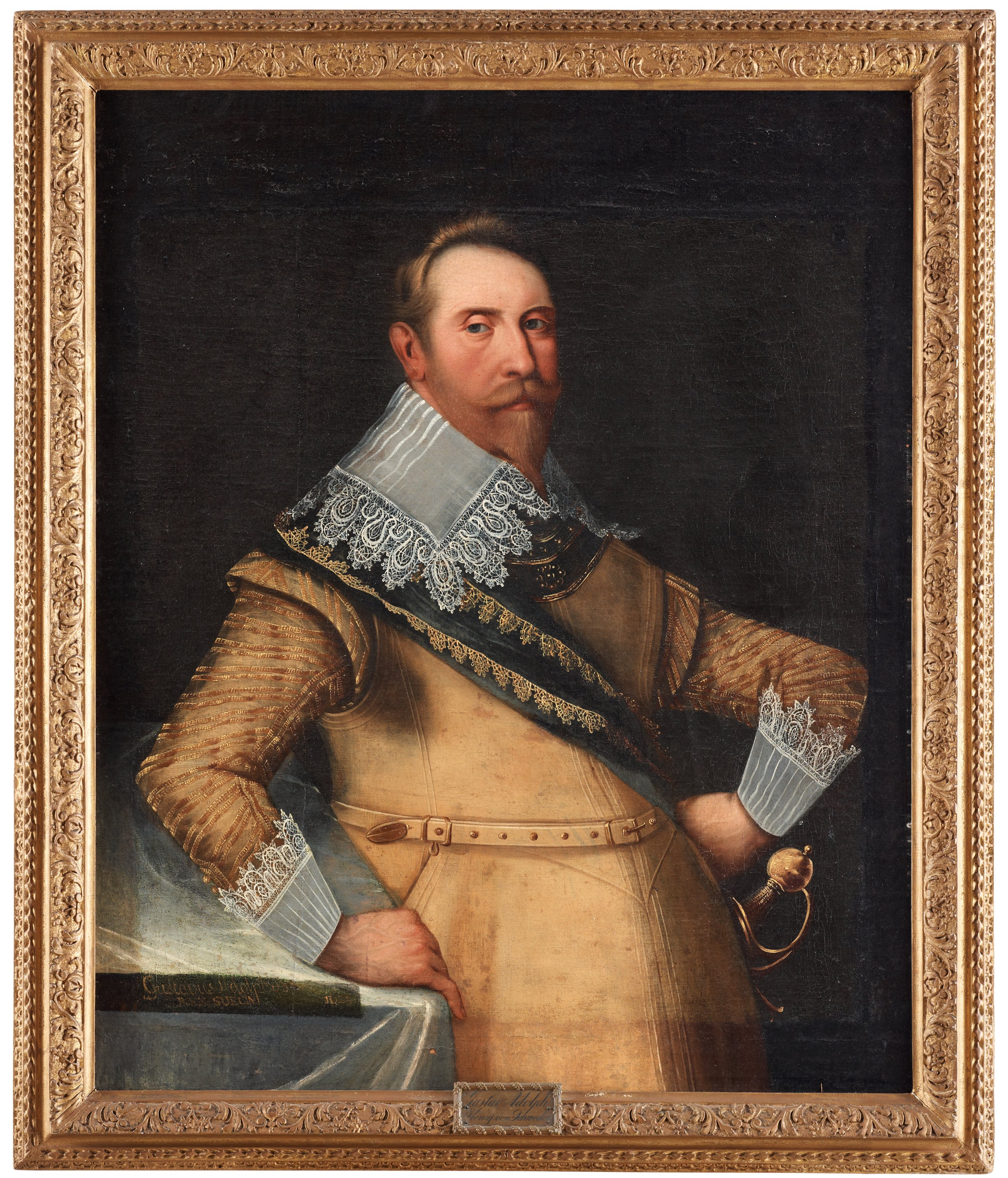
Kung Gustav II Adolf med en tidig typ av ringkrage runt halsen.
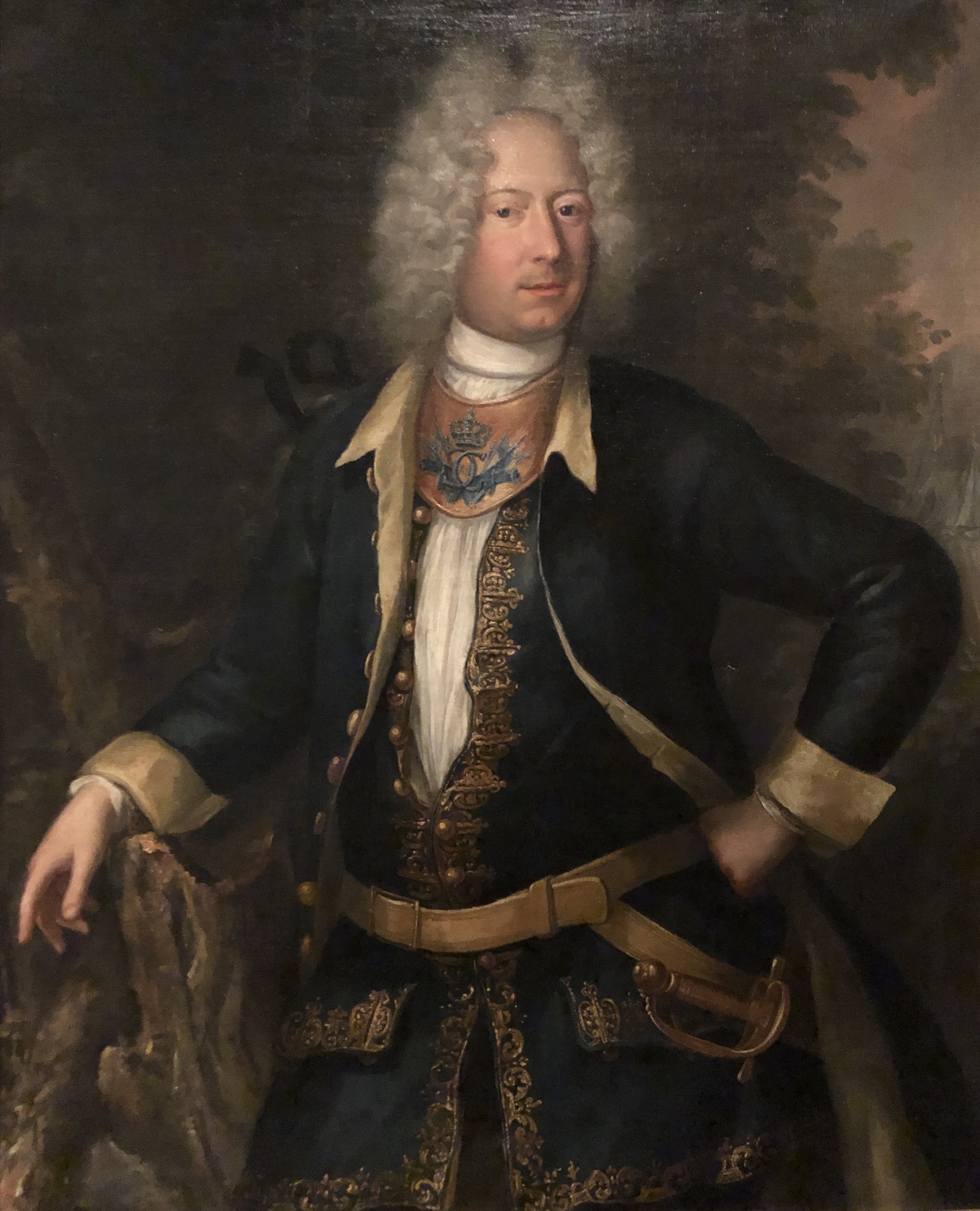
Arvid Horn i uniform samt särskild ringkrage för kaptenlöjtnanten vid Kunglig Majestäts drabanter, ringkragen med Karl XII:s namnchiffer, ca 1706.
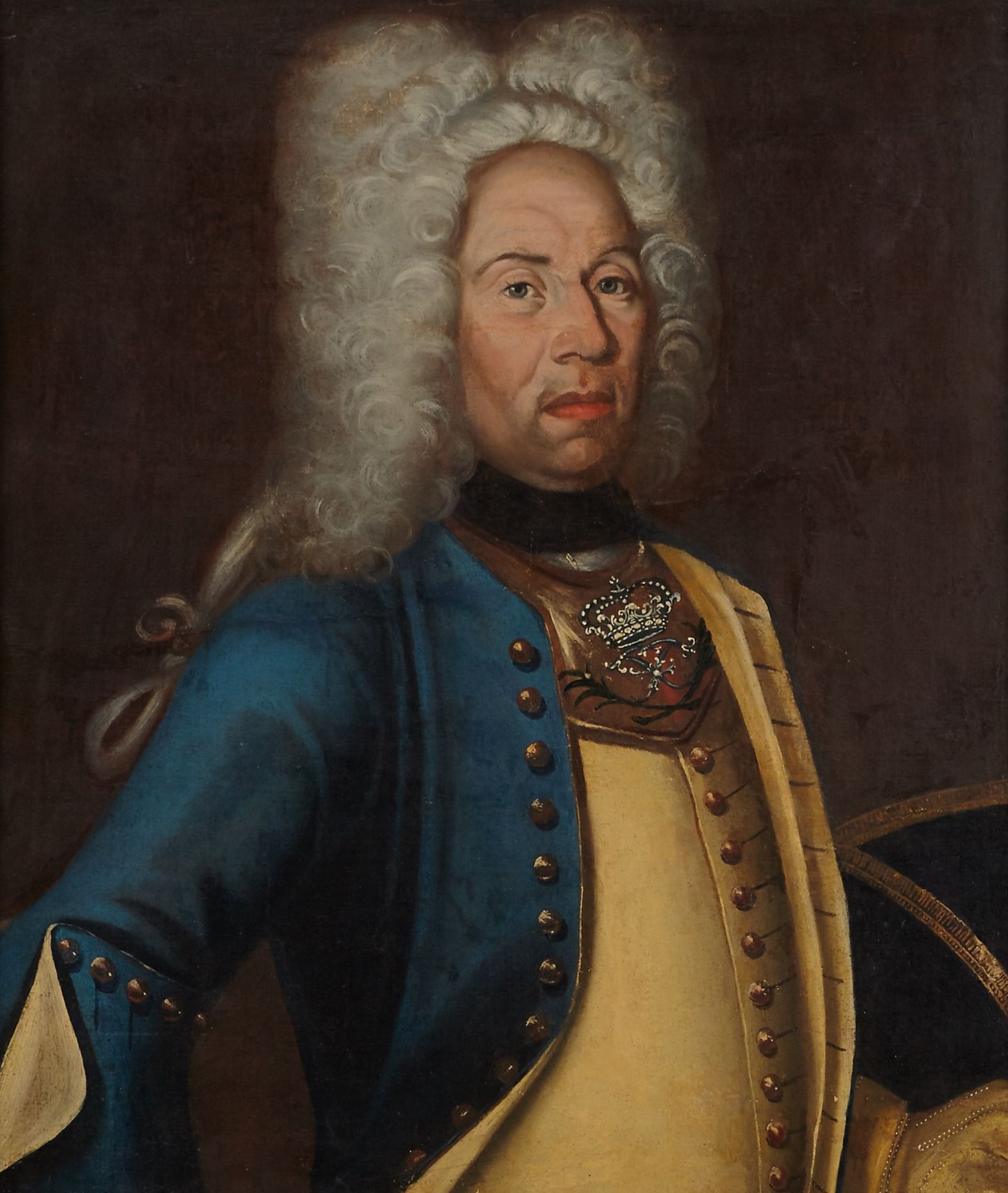
Peter Lilliehorn i uniform och ringkrage för en major vid Kalmar regemente, ringkragen med Fredrik I:s namnchiffer, 1727.
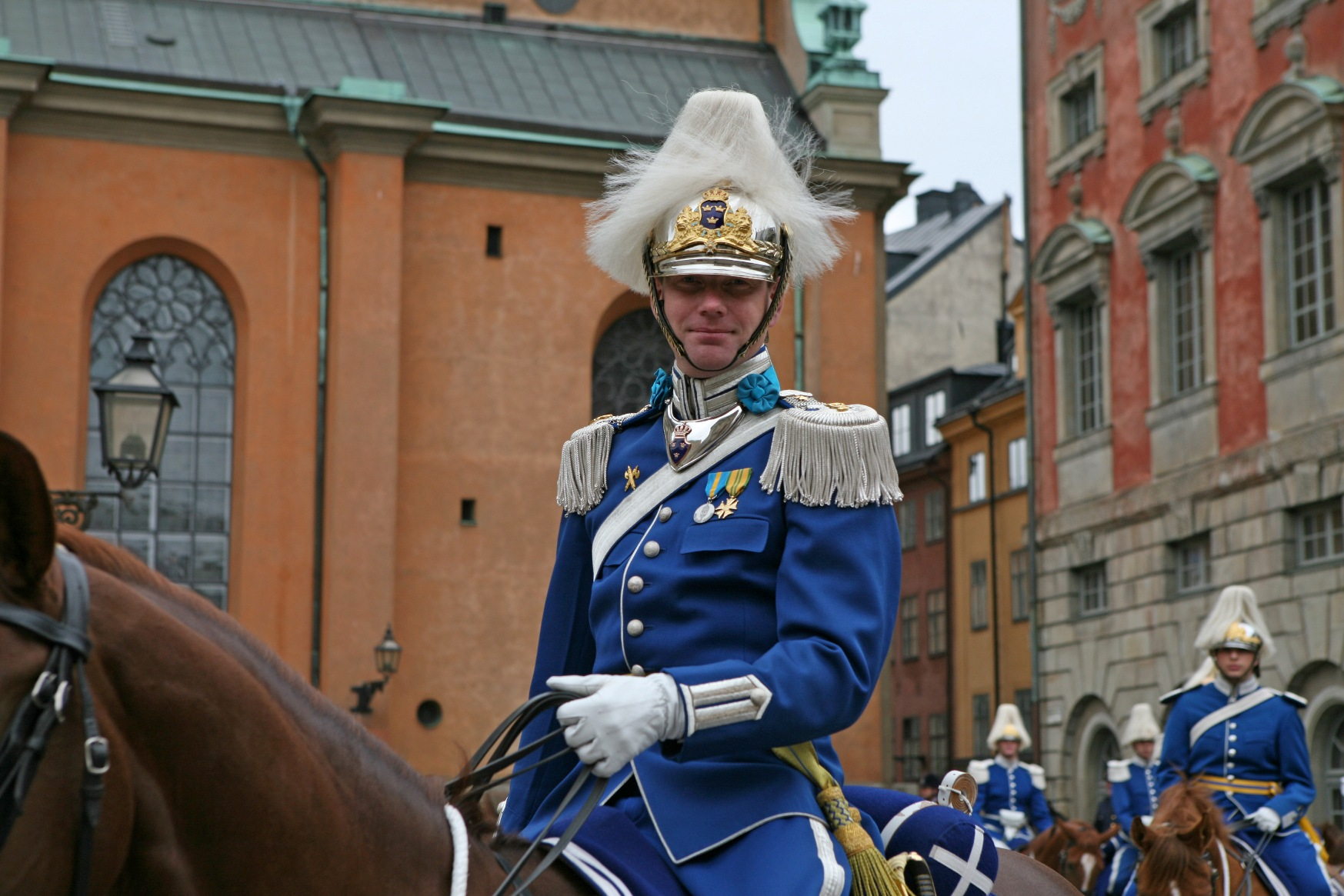
Officer vid Livgardet med ringkrage (dagbricka m/1799) om halsen.

## Ryssland

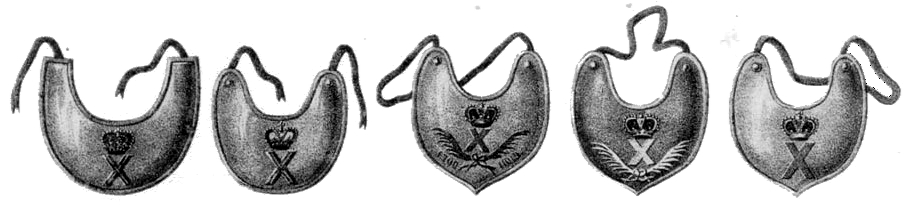
Ryska ringkragar från perioden 1700-1732.

1699-1716 användes ringkragen som gradbeteckning i den ryska armén.
| Grad            | Kragens metall | Kantens metall | Vapnets metall |
| --------------- | -------------- | -------------- | -------------- |
| Fänrik          | Silver         | Silver         | Silver         |
| Underlöjtnant   | Silver         | Guld           | Silver         |
| Löjtnant        | Silver         | Silver         | Guld           |
| Kapten          | Silver         | Guld           | Guld           |
| Major           | Guld           | Guld           | Silver         |
| Överstelöjtnant | Guld           | Silver         | Guld           |
| Överste         | Guld           | Guld           | Guld           |

### Notes
1. ↑  Svenska Akademiens ordbok: pansarkrage
2. ↑  Karolinska uniformer och munderingar åren 1700-1721 samt vissa handgrepp och excercis sid. 26. Anders Larsson. Jengel Förlag. Östersund 2022. ISBN 978-91-88573-43-8
3. ↑  von Schreeb, Hans, "Uniformstraditioner", Arménytt 1962-1963.
4. ↑  Uniformreglemente 2003, s. 206